# 伊奈かっぺい
伊奈 かっぺい（いな かっぺい、本名：佐藤 元伸〈さとう もとのぶ〉、1947年〈昭和22年〉4月16日 - ）は青森県を中心に活動するローカルタレント、パーソナリティ、ラジオ・CMディレクター、詩人、イラストレーター、シンガーソングライター。有限会社おふぃす・ぐう所属。

## 概要
東北地方（主に青森県）を中心に幅広いタレント活動・創作活動をおこなう。かつては会社員として青森放送に勤務しており、報道制作局付副参事で退職した（同社在籍時にアナウンサー職に就いたことはない）。また、青森放送在籍時から青森放送のキー局である日本テレビのほか、日本テレビ系列局以外の放送局の番組にもタレントとして出演した。1980年代には大手芸能事務所「ホリプロ」にタレント活動のマネジメントを依託し、東京で制作される全国ネットのテレビ番組に多数出演した。

## 来歴
青森県弘前市出身。青森県立弘前南高等学校（一期生）を経て、青森短期大学商経科を卒業した。この間、演劇を志しNHK放送劇団に入団する。
短大卒業後、弘前市の陸奥新報社に入社するも、入社当日に整理部に配属され、午後6時出社を言い渡されて「そんなのやってらんねーや」って思って、即日辞職する。1968年、青森放送に履歴書をレタリング文字で書き応募したのが目にとめられ、入社する。美術部に10年、CM部に3年、ラジオ制作部に10年所属して以降は定年まで無所属だった。局内では「放牧社員」と綽名されていた。数多くの番組を手がける一方、1974年に処女詩集「消しゴムで書いた落書き」を発表。ほぼ同時期に歌手・ラジオパーソナリティとしても活動を開始。東北一帯にその名が知られるようになった。ディレクターとしては、ACC賞、民放祭などで数多くの賞を受賞している。
私生活では37歳の時、青森市の委託で「ひとり暮らしの青年を見舞うボランティア」を行っていた女性と結婚。本人曰く、｢お寂しくないですか?｣と訪問されたため、「寂しいんだよ～」と云って、そのまま押し倒したとのこと。
また、東京の渋谷ジァン・ジァンでは、津軽弁トークコンサートを定期的に開いていた。同劇場が1999年に閉館となったため終了となったが、ジァン・ジァンでは同郷の矢野顕子、そして古舘伊知郎らと並ぶ人気を誇った。
当初2002年4月16日に青森放送の定年を迎える予定で、本人いわく「社員の女性からの取ってつけたような花束を受け取って」去るはずだった。しかし、この直近に青森放送が定年を55歳から60歳に変更したことから、予定が5年延びてしまった。このため2007年4月16日までは社員として居座ることになったと本人は語っている。
2003年11月に小脳梗塞を患い一時レギュラー番組を離れるが、重篤な症状ではなく1ヵ月後には復帰を果たす。しかし、この影響で毎年行われていたRABラジオ・チャリティー・ミュージックソンのプレイベント「伊奈かっぺいとおかしな仲間」が初めて中止となり、以後も体調を考慮し行われていない。
2007年4月に青森放送を退職した後は、コンサートークなど幅広く活動をおこなっている。

## 人物
津軽弁を愛する根っからの津軽衆。「津軽弁の日やるべし会」の代表者の一人でもある。
家族は長男が「不思議」。長女が「麻亜」。二女は「加奈」。三女は「真咲」。幼いころの子供たちには毎日欠かさず絵手紙を出した。

## 13日の金曜日
13日の金曜日にはいつも「だびよん劇場」でトークライブを開いていた。これは1970年代に「だびよん劇場」が開設されたときに当時としては珍しかったライブハウスで何かできることはないか…と考えたときに思いついた企画であるという。重ねて13日が金曜日である月は不規則で現れることから13日が金曜日のときに行うこととなった。第1回目の観客は伊奈の知り合い3人。その後口コミによって次第に観客が増え、会場が満杯になるようになった。
会場であった「だびよん劇場」は開設者の牧良介の死により閉館したが（そのときこのライブも一時中断された）、「シューだびよん」として後に復活。こちらも2005年3月末日に閉館した。
伊奈はしばらくの休養の後、13日の金曜日のトークライブを復活させ（日時、回数不明）、その模様を収めたライブCDも発売されている。尚、こちらも開催日不詳だが、だびよん劇場でのトークライブの模様は1996年5月31日放送の「RAB特集」で一部が放送された。

## 絵だより展
1. おかしなコレクション『陶々おつむテン展』（1978年4月1日 - 4月4日）
2. 永六輔＆伊奈かっぺいジョイント 一鳥二石、三、四がなくて五拾壹番館『六輔七転八倒句読展＋否！かっぺい窮店満展』（1981年10月22日 - 10月23日）
3. 牧良介＆伊奈かっぺいジョイント『散る人ぞ散る迷百展』-四季し指揮し色紙好き（1983年4月1日 - 4月5日）
4. 佐藤公之＆伊奈かっぺいジョイント『まじめ ふまじめ展』（1984年4月1日 - 4月3日）
5. 竹内和彦＆伊奈かっぺいジョイント『鉄づくり工芸品展』（1985年4月1日 - 4月2日）
6. 色紙と陶器・かっぺいのギャラリーオーキション（1986年4月1日）
7. 牧良介の文に伊奈かっぺいの絵を添えた色紙30展（1987年4月1日 - 4月5日）
8. 伊奈かっぺいとRAB美術制作部の仲間たち展（1988年4月1日 - 4月4日）
9. 伊奈かっぺいの消費税反対色紙展（1989年4月1日 - 4月4日）
10. 伊奈かっぺいの絵だより展-便りがあるから元気な証拠-（1990年3月31日 - 4月3日）
11. 伊奈かっぺいの今年の絵だより展-あなた変わりはないですか（1991年3月29日 - 4月2日）
12. 伊奈かっぺいの今年の絵だより展-拝啓・元気です-（1992年3月30日 - 4月2日）
13. 伊奈かっぺいの今年の絵だより展-拝啓・今年も往ったり来り-（1993年4月1日 - 4月6日）
14. 伊奈かっぺいのVTRの旅（1993年5月1日～5月4日）
15. 伊奈かっぺいの今年の絵だより展-旅の空から絵だより2000枚-（1994年3月31日 - 4月3日）
16. 伊奈かっぺい今年の絵だより展-小馬鹿な親馬鹿・四月馬鹿-（1995年3月30日 - 4月3日）
17. 伊奈かっぺいの今年の絵だより展-各駅停車の速達-（1996年3月30日 - 4月7日）
18. '97伊奈かっぺいの今年の絵だより展（1997年3月29日 - 4月3日）
19. '98伊奈かっぺいの今年の絵だより展（1998年4月1日 - 4月5日）
20. 伊奈かっぺいの今年の絵だより展（1999年4月1日 - 4月5日）
21. 伊奈かっぺいの今年の絵だより展-展々と重ね重ねて20年目-（2000年4月1日 - 4月4日）
22. 伊奈かっぺいのエープリフール展-津軽塗の次郎さんとの出会い-（2001年3月31日 - 4月3日）
23. 伊奈かっぺいの今年の絵だより展-山谷芳弘との往復絵だより-（2002年3月30日 - 4月2日）
24. 伊奈かっぺいの今年の絵だより展-山谷芳弘とジョイントⅡ-（2002年3月28日 - 4月1日）
25. 夏物語弟子・伊奈かっぺい半身版木展（2004年8月3日 - 8月8日）
26. 伊奈かっぺい-彫れた彫れたおまえに彫れた・半身版木展-（2005年4月1日 - 4月5日）
27. 伊奈かっぺいの今年の絵だより展-はがきはしがきたよりのしたがき-（2006年3月30日 - 4月4日）
28. 伊奈かっぺいの今年の絵だより展-無藝（定年）退職-（2007年3月30日 - 4月3日）
29. 伊奈かっぺいの今年の絵だより展-言葉の贅肉-（2008年3月29日 - 4月1日）
30. 伊奈かっぺいの今年の絵だより展-無理は承知-（2009年4月3日 - 4月7日）
31. フレーム切手発売記念-伊奈かっぺいの顔色の悪い金魚ねぶた色紙展-（2009年11月13日 - 11月17日）
32. 伊奈かっぺいの今年の絵だより展-憎まれっ子、世にはばかり様-（2010年3月27日 - 4月1日）
33. 伊奈かっぺいの今年の絵だより展-ラスト箪笥は私と-（2011年4月1日 - 4月5日）
34. 伊奈かっぺいの今年の絵だより展-へそまがり-（2012年3月30日 - 4月1日）
35. 伊奈かっぺいの今年の絵だより展-げんせん書け流し-（2013年3月30日 - 4月2日）
36. 伊奈かっぺいの今年の絵だより展-（2014年3月28日 - 4月1日）
37. 伊奈かっぺいの今年の絵だより展-（2015年4月1日 - 4月5日）

備考
- 会場である五拾壹番館ギャラリーは2011年12月に閉館したが、その後も絵だより展の期間中のみ臨時開館して開催を続けている。

## 出演

### 現在
ラジオ
- 伊奈かっぺい・旅の空うわの空（1988年頃。1996年10月-、RABラジオ）
- 伊奈かっぺい・ことわざのわざ（2016年4月-、RABラジオ）

### 過去の出演
テレビ
- 徹子の部屋（テレビ朝日）[1]ゲスト
- 太陽にほえろ! 第291話「トラック刑事」（1978年、NTV）
- 24時間テレビ 「愛は地球を救う」（RABテレビ）パーソナリティ
- 日高晤郎のスーパーサンデー（札幌テレビ、ゲスト出演最多）
- ばらえてい テレビファソラシド（1980年1月22日、4月24日、10月2日、NHK）
- ひるのプレゼント（1986年2月10日ほか多数、NHK）
- かっぺい&アッコのおかしな二人[1]（1986年10月4日 - 1988年3月26日）

当時、｢日テレ系土曜22時台の番組｣は、クロスネット編成のため、RABでは通常この放送時間の番組のネット受けをしていないが、同番組は伊奈が出演のため、1週遅れ(土曜日14時)にRABで放送された。
- おはようワイド・土曜の朝に（1986年11月22日、朝日放送） - この日の放送は、伊奈かっぺいの自宅から全国へ生中継を行った[3]。
- ザ・トップテン→歌のトップテン（NTV） - 主に吉幾三が青森から出演する際の中継リポーターを担当。
- チョッちゃん（1987年、NHK連続テレビ小説）
- 花王名人劇場「北の国からゆかいな仲間　小林幸子　歌手生活　25年」[4]
- 銀河テレビ小説「素晴らしき帰郷」（1988年、NHK）
- 土曜ワイド劇場「津軽・青森 ロマンチック殺人街道」（1989年、ANB） - 医師 役
- 「ジプシーの夢 スペイン謎伝説」（1991年12月5日[5]、フジテレビ）
- 金曜ワイドあおもり（1985年-1995年3月、RABテレビ）
- 出会いふれあい生テレビ・今日の伊奈かっぺい→かっぺいの青森楽（RABテレビ）
- 駅前物語（RABテレビ）
- RAB特集｢笑いは天から降ってくる｣（1996年5月31日深夜（6月1日未明）1:45、RABテレビ）

RABで同年6月2日16:00からの再放送放映後、キー局のNTVで同年11月28日深夜（29日未明）3:15から、独立局のTVKで翌年1月5日15:00から、それぞれ放送された。
- 笑いと人生（1997年、西日本放送）民教協特番
- ふるさと満喫〜日本悠々から〜津軽 太宰文学のゆりかご（1997年、NHK）
- 伊奈かっぺい弘前物語（RABテレビ）
- 江奈滋家の食卓（RABテレビ）
- 知るを楽しむ 日本語なるほど塾「私の母語は津軽弁」<全4回>（2006年1月12日 - 2月2日、NHK）
- ホリデーインタビュー（2006年9月23日、NHK）[7]
- 課外授業 ようこそ先輩「言葉遊びで短所を笑おう」（2006年10月7日、NHK）
- 思いたったら直行便（2007年2月-3月、RABテレビの日曜日放送）
- 伊奈かっぺい「青森そば紀行」（2007年6月18日、ABA）

後日、BS朝日を通じて全国放送された。
- なぜ!?魅知国→いろはのい・かっぺいのか→かっぺいの旅びたし→かっぺいのいったりきたり（ - 2009年3月29日、MMT製作・NNS東北6局および、独立局であるTVKで放送）
- るくなす（2007年4月21日 - 2009年3月28日、KHB製作、ANN東北6局ネット、司会）
- 学びEye!（2012年6月、『青森県産米｢華想い｣で新酒を醸す!』・RAB製作・ナレーションだけではなく番組にも登場）民教協番組
- 報道ステーション（2016年11月15日、テレビ朝日）深浦町北金ヶ沢にある日本一の大イチョウ（国の天然記念物指定）前からの中継リポーター。

ラジオ
- オールナイトニッポン第2部（1975年11月28日、ニッポン放送）ゲスト。この日は青森放送アナウンサー大友寿郎がパーソナリティーを担当した為、本名の「佐藤元伸」で出演[8]。
- ラジオ・チャリティー・ミュージックソン （RABラジオ）パーソナリティ
- サタデー夢ラジオ（RABラジオ）
- 伊奈かっぺいの勝手にライブ・方言バンザイ（RABラジオ、「サタデー夢ラジオ」に内包）
- おめでとサンワドー（RABラジオ、毎年1月1日）
- OVER THE RAINBOW（RABラジオ、1997年12月25日のミュージックソン内で放送をされた生ドラマ）
- 伊奈かっぺいとおかしな仲間（RABラジオ）
- 青森発ラジオ深夜便（2018年1月26日、NHKラジオ第1、25時（27日1時）台の「インタビュー」に出演。）
- ぬくだまりの宿 みちのく亭（NHKラジオ第1）
- 積水ハウス 暮らしの中の笑いさがし 伊奈かっぺい「みちのく四方山話」（FM青森・FM秋田・FM岩手・FM山形・ふくしまFM）
- 土曜ワイドラジオTOKYO 永六輔その新世界（TBSラジオ、ゲスト）
- 安住紳一郎の日曜天国（TBSラジオ、ゲスト）2020年2月2日
- 生島ヒロシのおはよう一直線（TBSラジオ、ゲスト）
- 朝から おとらじ!（RABラジオ、ゲスト）2021年11月26日

### 映画
- 田園に死す（1974年、ATG）
- 俺は上野のプレスリー（1978年）- ナレーション
- あいつに恋して（1987年）
- はっちゃき先生の東京ゲーム（1987年）

### CM
青森県ローカルのCMに出演することが多いが、他の県で放送するローカルCM（青森県を含む東北各県で放送するCMを含む）に出演することがある。伊奈は一部のCMでダジャレを披露している。
- タケダスポーツ（1987年 - 1991年、北東北ローカル。1990年 - 1991年は富川春美、レイナと共演〈※伊奈が単独で出演したCMもある〉）
- 金正堂本店「決算セール」（1987年） - 鑑定士 役（声の出演〈CM前半〉・歌：石野陽子）
- 八戸いか普及会（1988年）
- 太子食品工業「太子の納豆」（1988年）、「太子のおいなりさん」
- 芦ノ牧グランドホテル（1988年、福島県ローカル）
- エバラ食品「キムチ鍋の素」（2003年、にっぽん鍋めぐり・青森編）
- 亀屋みなみチェーン「夏のお買い物大作戦」（あざらしドットプレゼントキャンペーン編）
- アスパム物産（※このCMは、｢おはようほっとスタジオ｣内で流れることが多かった）
- 東京海上日動火災保険「THE PARTNER」
- しじみちゃん本舗「肝助」[9]
- サニー運転代行
- エバーライフ「皇潤」
- しみず食品「青森銘菓・いか墨カスター」
- 青森トヨタ自動車
- ヤマヨ「せん竹」

## スタッフとしての参加作品
- 「俺は上野のプレスリー」（映画：1987年松竹） - スクリプト担当。
- 「死村告別」（映画：1987年） - 音楽担当。

## ディスコグラフィ

### オリジナルアルバム
1. 消ゴムで書いた落書き（1977年6月1日）
2. 夜汽車で翔んだ落書き（1978年8月25日）
3. 遥かな友へ 落書きの下書き（1980年12月10日）
4. 気がくらい マイ落書き〜寒しがりやサンへのプレゼント〜（1982年12月21日）
5. ライブ晩 津軽 13日の金曜日 にぎやかなひとりごと（1985年11月21日）
6. ライブ晩 津軽 13日の金曜日 にぎやかなひとりごと パァートッ2（1986年9月21日）
7. DO!ライブ晩 にぎやかなひとりごと～札幌編～（1987年10月21日）
8. ライブ晩 はなうたまじりのひとりごと（1988年11月11日）
9. 伊奈かっぺい だびよん劇場（1989年12月12日）
10. ライブ晩 ふるさと津軽（1990年12月12日）
11. 13日の金曜日 青森でござい！（1991年12月1日）
12. 伊奈かっぺい重誤年 あっちこっちでござい （1992年12月6日）
13. みちのくだから愚痴-前後「笑」付き-（1993年12月12日）
14. 杜の都 DE 伊奈かっぺい（1994年12月3日）
15. ライブ晩 津軽 13日の金曜日 だびよん劇場 これくしょん(1)（1995年9月9日）
16. ライブ晩 津軽 13日の金曜日 だびよん劇場 これくしょん(2)（1995年9月9日）
17. 津軽 方言詩の流れの中で（1995年12月18日）
18. ライブ晩 津軽 13日の金曜日 だびよん劇場 これくしょん(3)（1996年8月1日）
19. ライブ晩 津軽 13日の金曜日 だびよん劇場 これくしょん(4)（1996年8月1日）
20. 雪は天から人は地から-20年目の冬-（1996年12月1日）
21. また来る冬の忘れ雪-20年目の春-（1997年11月21日）
22. 晴れときどき歌-ところにより訛り-（1998年4月21日）
23. 横浜アリーナ・ライブ〜栄光への軌跡!?〜（1998年12月1日）
24. ほんとだってば!?（1999年12月1日）
25. むかし話…。（2000年7月1日）
26. 笑ってお別れ 十三日の金曜日（2001年3月31日）
27. でったらだ消ゴム（2002年10月10日）
28. ベスト盤 トークライブ にぎやかなひとりごと 第1集（2003年3月29日）
29. ベスト盤 トークライブ にぎやかなひとりごと 第2集（2003年3月29日）
30. へばだば〜帰ってきた13日の金曜日〜（2003年11月12日）
31. 講演会ごっこ（2004年10月27日）
32. わわ なな（2006年2月1日）
33. 元祖 笑える方言詩 伊奈かっぺい（2007年4月11日）
34. 笑う原稿用紙（2012年7月11日）
35. 津軽から 金曜日への手紙（2014年3月5日）

備考
- 「気がくらい マイ落書き〜寒しがりやサンへのプレゼント〜」までは、発表当時はLPレコード・カセットテープのみの発売であった。（1997年5月10日CD版発売）
- 上記4作品以降「にぎやかなひとりごと 札幌編」までは、発表当時はカセットテープのみの発売であった。（1997年7月19日CD版発売）
- 「わわ なな」までのオリジナルアルバム30作（ベスト盤を除く）が2012年7月18日にロープライス版として一斉再発売された。

### 参加CD
- 岩手弁「方言詩の世界〜番外みちのく編〜」（2008年7月23日）方言トークバトル（IBC岩手放送のイベントで収録）に参加

【岩手】菊池幸見 VS 【津軽】伊奈かっぺい、【岩手】菊池幸見 VS 【仙台】吉川団十郎 VS 【津軽】伊奈かっぺい
- 伊藤君子「ジャズだが?ジャズだじゃ!〜津軽弁ジャズ〜」（2009年6月24日）方言指導で参加

### シングル
- 雪やどり
- みちのくふれ愛めぐり愛（「松原のぶえ・伊奈かっぺい」として）
- ひとり旅 ひとり言

## ビデオ作品
1. 降りかえれば津軽（1993年7月21日）
2. 爆笑! 爆釣! 青森のカレイ釣り大会（1996年10月19日）
3. 冬から冬へ-コンサートーク in あおもり-（1999年5月1日）

## 主な著作
- 『消ゴムで書いた落書き』自費出版（1974年）
- 『落書きのつづき』自費出版（1977年）
- 『活字になった落書き』北の街社（1981年）
- 『落書き絵選詩』〈四畳半ブックス ; 1〉、路上社、1982年10月30日。
- 『落書き集苦楽符』路上社（1984年）
- 『津軽だべッ！ : 大都会への逆襲』ワニブックス、1987年1月25日。
- 『原稿用紙そのまんま : 字でみる絵本』北の街社、1987年5月5日。
- 『往ったり来たり』北の街社（1988年）
- 『復刻版消ゴムでかいた落書き』北の街社（1989年）
- 『復刻版落書きのつづき』北の街社（1989年）
- 『雪やどり』北の街社（1989年）
- 『青森でござい！ その1』おふいす・ぐう（1991年）
- 『講演会ゴッコ』おふいす・ぐう（1992年）
- 『青森でござい！ その2』おふいす・ぐう（1992年）
- 『あっちこっちでござい』おふいす・ぐう（1992年）
- 『落書きあれもこれも』おふいす・ぐう（1993年）
- 『津軽弁・違る弁』おふいす・ぐう（1994年）
- 『二足の草鞋奮戦録』おふいす・ぐう（1994年）
- 『短編小説集』おふいす・ぐう（1995年）
- 『講演会ゴッコ 第2部』おふいす・ぐう（1996年）
- 『雪は天から人は地から』おふいす・ぐう（1996年）
- 『講演会ゴッコ 第3部』おふいす・ぐう（1997年）
- 『平成・消ゴムでかいた落書き』おふいす・ぐう（1998年）
- 『かく(描)書く(かく)しかじか』おふいす・ぐう（1998年）
- 『旅の空 うわの空』おふいす・ぐう（2000年）
- 『小野正文＆伊奈かっぺい対談集「太宰治之事」』おふいす・ぐう（2001年）
- 『でったらだ消ゴム』おふいす・ぐう（2002年）
- 『津軽弁・違る弁！(2002年版)』おふいす・ぐう（2002年）
- 『十五年と七か月』おふいす・ぐう （2002年）
- 『あれもうふふ これもうふふ-暮らしのなかの笑いさがし』草思社（2006年）
- 『げんせん書け流し』おふぃす・ぐう（2013年）
- 『言葉の贅肉 -今日も超饒舌（よげしゃべり）-』岩波書店（2015年）

備考
- 『二足の草鞋奮戦録』は本名の佐藤元伸名義での出版。
- 『小野正文＆伊奈かっぺい対談集「太宰治之事」』は高校時代の恩師との共著。

## 関連人物
- 菊池幸見（IBC岩手放送アナウンサー･｢ござい!｣シリーズ第2弾の｢岩手でござい!｣を出版。伊奈がコンサートを岩手県内で開催の場合はIBCのテレビで流れる開催予告のナレーションを菊池が担当）
- 日高晤郎（STVラジオ『ウイークエンドバラエティ 日高晤郎ショー』パーソナリティ。2018年までは伊奈がコンサートなどで札幌に滞在の場合、同番組にしばしばゲスト出演するなど日高と親交があった）
- 古坂大魔王（お笑いタレント、子供時代から伊奈に憧れを持っていて、弟子入りを考えたこともあった）
- 高市佳明（NHKアナウンサー、ホリデーインタビューの企画者）
- 鈴木伸夫、綱川和夫（青森放送の元同僚、綱川とは中学校でも後輩にあたり、鈴木とは伊奈が青森放送を2007年で定年してからも死去する2017年まで親しい関係が続いていた）
- 佐藤佳奈（読売テレビアナウンサー、伊奈の二女と同姓同名にあたる）